# Unorganized Borough

Unorganized Borough i rött.

Unorganized Borough (svenska: Oorganiserade boroughen) är den del av den amerikanska delstaten Alaska som inte är en del av någon av dess 19 organiserade boroughs. Den utgör nästan hälften av Alaskas totala yta, 837 700 km². Enligt folkräkningen från år 2000 bor 13 % av alaskaborna (81 803 personer) i den.
Boroughen delas av United States Census Bureau, i samarbete med delstaten, in i tio folkräkningsområden (census areas):
- Aleutians West Census Area
- Bethel Census Area
- Dillingham Census Area
- Kusilvak Census Area
- Nome Census Area
- Prince of Wales - Outer Ketchikan Census Area
- Hoonah-Angoon Census Area
- Southeast Fairbanks Census Area
- Valdez-Cordova Census Area
- Yukon-Koyukuk Census Area

Det stora landområdet har inga lokala myndigheter utöver skoldistrikt, och utöver inom de inkorporerade städerna sköts all offentlig service direkt av delstaten.

## Större orter
- Bethel (största staden i boroughen)
- Cordova
- Craig
- Deltana
- Dillingham
- Hooper Bay
- Metlakatla
- Nome
- Tok
- Unalaska
- Valdez